# Закарпатський прогин
Закарпатський прогин — геологічна структура на заході України, в межах Карпатської складчастої системи.

## Розташування
Закарпатський прогин по поверхні співпадає з площею поширення неогенових осадочних і вулканічних порід. Простягається паралельно Карпатам смугою завдовжки 150 км, завширшки 25—35 км. Глибинними межами прогину є Закарпатський розлом на північному сході і зона Припаннонського розлому (Берегівська зона горстів) на південному заході.
У рельєфі Закарпатський прогин відповідає частині Закарпатській низовині і Вулканічного хребта.

## Склад
В геологічній будові беруть участь неогенові моласи потужністю 2—3 км, які містять соленосну товщу (у Центральній зоні) та ряд інтрузивних субвулканічних тіл, характерних для Берегівської зони горстів. Вулканічні Карпати складені неогеновими ефузивними породами (андезитами, базальтами, туфами тощо), які частково перекривають моласовий комплекс. Донеогенова основа прогину складена з блоків, поверхня яких утворена палеогеновими, мезозойськими і палеозойськими відкладами. Починаючи з палеозою, по системах перпендикулярних розломів відбувалися блокові рухи різного знаку, їхній вплив на неогеновий етап розвитку проявився у нагромадженні різновікових відкладів у Солотвинській западині і Чоп-Мукачівській западині. З відкладами пов'язані родовища газу, кам'яної солі, поліметалів.